# Rosaria Ciampella Bertolucci
Rosaria Teresa Anna Ciampella Bertolucci (Roma, 23 aprile 1927 – Camaiore, 28 ottobre 1990) è stata una giornalista, saggista e poetessa italiana.

## Biografia
Nata a Roma nel 1927 da Vincenzo e Luigia Santocono, fin da piccola è stata avviata agli studi classici e alla passione per la scrittura, suoi primi scritti si ritrovano in riviste giovanili dei primi anni di guerra. Conclusi gli studi liceali nel 1944, alla fine del Secondo conflitto mondiale si trasferisce in Versilia coltivando per anni la passione per lo studio della letteratura e della storia. Il 3 aprile 1946 sposa Giovanmarino Bertolucci, commerciante originario della lucchesia, da questa unione nasceranno tre figli: Roberta (1947), Daniela (1949) e Franco (1957).
Negli anni della maturità collabora a varie riviste e quotidiani, come «La Nazione» e «le Città», unendo alla passione per il giornalismo, lo studio e l'impegno civile. Vincitrice di numerosi premi letterari e di poesia, pubblica varie opere di saggistica come quelle dedicate agli scrittori Giuseppe Tomasi di Lampedusa, Enrico Pea, Lorenzo Viani, Sibilla Aleramo e Vincenzo Cardarelli. In questo periodo è partecipe dei cenacoli culturali che si formano spontaneamente intorno ad alcuni intellettuali e artisti che frequentano la Versilia. In questi gruppi informali la scrittrice incontra ad esempio il pittore Mino Maccari, lo scrittore Carlo Cassola e lo storico Pier Carlo Masini con i quali stringe un'amicizia culturalmente assai vivace. Testimonianza di questi incontri sono la prefazione che Cassola firmerà per il libro su Sibilla Aleramo che Ciampella Bertolucci pubblica nel 1983, mentre Masini curerà l'introduzione di un libro che uscirà qualche anno dopo.
Accanto alla passione per la storia della letteratura la scrittrice, romana d'origine ma ormai versiliese d'adozione, cura quella per la storia sociale e politica del territorio apuano, dove lavora per circa vent'anni nel campo librario tra il 1969 e il 1989. Nella città del marmo conosce vari libertari tra i quali Umberto Marzocchi e Ugo Mazzucchelli, ex partigiano, uno degli anarchici più noti di Carrara del Secondo dopoguerra. Di quest'ultimo nel 1989 curerà la biografia. Sempre sulla storia dell'anarchismo Ciampella Bertolucci cura nel 1984 la prima edizione dell'epistolario inedito di Errico Malatesta (1853-1932), l'intellettuale e rivoluzionario anarchico più importante nell'Italia del 19. e 20. secolo.
Negli anni Ottanta del 20. secolo, insieme a Ugo Mazzucchelli, è una delle animatrice del Comitato “Pro monumento a Gaetano Bresci” di Carrara, stele che nella primavera del 1990 è inaugurata nel cimitero di Turigliano della città del marmo.
Negli ultimi anni della sua vita collabora in qualità d'insegnante con l'Università della terza età di Carrara tenendo corsi di letteratura, latino e storia locale. La morte la coglie a 63 anni ancora nel pieno delle attività, colpita da un male incurabile, il 28 ottobre 1990 presso l'ospedale civile di Camaiore.

## Archivio e biblioteca personale
La Biblioteca Franco Serantini di Pisa conserva il fondo librario Rosaria Ciampella Bertolucci, donato nel 2002 dal figlio Franco Bertolucci. Il fondo, tuttora aperto, è composto da un centinaio di volumi e opuscoli. La restante parte della donazione, composta da diverse migliaia di volumi, soprattutto di testi letterari e di storia, è ancora allocata presso gli eredi in attesa che la Biblioteca F. Serantini possa allestire uno spazio adeguato per ospitarla.
Il fondo archivistico è stato donato nel 1998. È composto dalla corrispondenza sia professionale, sia familiare e da una miscellanea di documenti relativi al lavoro di ricerca storica effettuato dalla Ciampella nel corso di vari decenni. In particolare accanto alla ricca corrispondenza familiare che copre l’arco temporale che va dagli anni Quaranta agli anni Ottanta del Novecento, ci sono lettere di intellettuali e militanti politici come Corrado Alvaro, Carlo Cassola, Pier Carlo Masini, Umberto Marzocchi, Ugo Mazzucchelli ed Enzo Santarelli.
Tra i documenti si segnalano le collezioni relative al comitato “Pro monumento a Gaetano Bresci” e i testi di conferenze, lezioni e discorsi tenuti negli anni Ottanta presso l’Università della terza età di Carrara. Sono presenti inoltre manoscritti e dattiloscritti in originale dei lavori scientifici redatti dalla Ciampella. 

## Opere
- Pea uomo di Versilia, Viareggio, Edizioni della Fontana, 1978.
- Nella libreria Franceschi; L'amicizia con Ungaretti; Primo ritorno in patria; La capanna della Bohème; Confidenze in libreria, in Pea vent'anni dopo, Sarzana, Carpena, 1978, pp. 27-37.
- Il Principe dimenticato, [saggio su Il Gattopardo di Giuseppe Tomasi di Lampedusa], Sarzana, Carpena, 1979.
- Ragazzo non dirmi di tacere, Sarzana, Carpena, 1979.
- Cardarelli sconosciuto, Firenze, la Ginestra, 1980.
- Lorenzo Viani, parole come colore, Firenze, la Ginestra, 1980.
- Milleottocentonovantaquattro: storia di una rivolta, Carrara, Gruppi anarchici riuniti, 1981.
- Sandro Pertini, l'uomo, Carrara, Comitato Pro Bresci, 1982.
- Sibilla Aleramo, una vita, prefazione di C. Cassola, Carrara, SEA, 1983.
- A come anarchia o come Apua. Un anarchico a Carrara Ugo Mazzucchelli, introduzione di P.C. Masini, Roma, Quaderni della FIAP, [1988]. 2. ed. con il titolo Ugo Mazzucchelli un anarchico e Carrara, Carrara, SEA, 2005.
- La città perduta. Storie e ritratti di Carrara e del territorio apuano-versiliese tra '800 e '900, Ghezzano (PI), BFS, 2020.

## Curatele
- F.I.A.P. e Comune di Carrara, 23-9-1979 / [a cura di: R. Bertolucci, M. Mariani, U. Mazzucchelli, A. Nicolazzi, D. Stroobant], Carrara, Federazione italiana delle associazioni partigiane, 1983.
- E. Malatesta, Epistolario: lettere edite e inedite, 1873-1932, a cura di R. Bertolucci, Carrara, Centro Studi Sociali, 1984.
- Atti del Convegno L'Italia umbertina. Carrara, 10 giugno 1985, Convegno organizzato dal Comitato pro Bresci; interventi di Ferdinando Cordova... [et al.]; introduzione di R. Bertolucci, Carrara, Comitato Pro Bresci, 1986.
- I. Bessi, Luci di marmo, testi di R. Bavastro, R. Bertolucci e V. Prayer, Pisa, Pacini, 1989.